# Ida (argonauta)
Ida (in greco antico: Ἴδας?, Ídas) o Idas è un personaggio della mitologia greca. Fu principe di Messene, Argonauta e partecipò alla caccia al cinghiale calidonio.

## Genealogia
Figlio di Afareo (o di Poseidone) ed Arene, sposò Marpessa da cui ebbe la figlia Cleopatra Alcione.

## Mitologia
Appassionato e vivace, contese Marpessa ad Apollo ed assieme al fratello Linceo fu un Argonauta, partecipò alla caccia al cinghiale calidonio e fu rivale dei Dioscuri nella contesa di una mandria e delle promesse spose Febe ed Ileria (dette Leucippidi poiché figlie di Leucippo).

### Apollo e Marpessa
Con un carro alato avuto da Poseidone, Idas rapì Marpessa "dalle belle caviglie" sottraendola sia al padre Eveno che ad Apollo, a sua volta interessato alla donna. 
Entrambi lo inseguirono con i propri carri ma solo Apollo lo raggiunse. Così ingaggiò una lotta con Idas per la contesa della donna e che proseguì fino a quando Zeus intervenne comandando alla donna di scegliere chi volesse tra i due.
 
Lei scelse Idas.

### La rivalità con i Dioscuri
La rivalità con i Dioscuri è raccontata in due versioni diverse:
Apollodoro scrive che Castore e Polluce (i Dioscuri), dopo aver razziato del bestiame con la complicità di Idas e Linceo, ebbero una lite sulla spartizione del bottino poiché proprio Idas usò nei confronti dei Dioscuri uno stratagemma scorretto. 

Idas tagliò una mucca in quattro parti e mangiò la sua parte per primo e poi disse che gli altri tre avrebbero scelto la loro parte di bestiame solo dopo che avessero terminato di mangiare il loro quarto. Però aiutò il fratello a mangiare la sua parte e così, finendo i loro due quarti per primi, scelsero gli animali migliori e li portarono con loro. 

Per ritorsione i Dioscuri marciarono contro la città di Messene e dapprima si ripresero i bestiame e molto altro ancora ed in seguito tesero un'imboscata ad Idas e Linceo, che però fallì poiché Castore fu scorto da Linceo ed Idas lo uccise. Polluce li inseguì e vendicò il fratello uccidendo Linceo con la sua lancia ma fu da questo colpito alla testa con un sasso e cadde a terra. 

Per vendicarsi, il padre divino di Polluce (Zeus), colpì Idas con un fulmine.
Igino e Teocrito invece, scrivono che Leucippo (loro zio e padre delle Leucippidi), promise le due figlie ad Idas e Linceo ma si lasciò tentare dai doni offerti dai Dioscuri ed acconsentì al matrimonio con gli ultimi due. 

Idas così, cercando di recuperare le due donne con il fratello, prese le armi ed attaccò i due rivali e nella battaglia vide suo fratello Linceo colpito a morte da Castore e si accinse a seppellirlo. 

Castore però, si oppose sostenendo che il cadavere gli appartenesse ed Idas reagì usando la spada e trafiggendo mortalmente la coscia del rivale, così intervenne Polluce che, dopo averlo sconfitto a sua volta recuperò il corpo del proprio fratello (Castore) e lo seppellì.

### Argonauta e altre avventure
Idas, con gli Argonauti e durante il viaggio per recuperare il vello d'oro, vendicò la morte di Idmone uccidendo il cinghiale che aggredì ed uccise il veggente.
Cercò di usurpare il trono di Misia a Teutrante ma fu sconfitto da Telefo in un combattimento.
Dopo la sua morte (e quella precedente del fratello), la loro dinastia si estinse ed il regno del padre passò a Nestore, eccetto ciò che già apparteneva ai figli di Asclepio (Macaone e Podalirio).